# Список военно-воздушных сил (И-П)
Список военно-воздушных сил отсортированный по алфавиту.
Содержание: А Б В Г Д Е З И Й К Л М Н О П Р С Т У Ф Х Ц Ч Ш Э Ю Я
Исчезнувшие государства

## И
| Страна    |                                                         |                                                                                               |                                                         | Год основания |
| Страна    | Наименование Оригинальное наименованиеТекущееПредыдущее | Наименование Оригинальное наименованиеТекущееПредыдущее                                       | Наименование Оригинальное наименованиеТекущееПредыдущее | Год основания |
| --------- | ------------------------------------------------------- | --------------------------------------------------------------------------------------------- | ------------------------------------------------------- | ------------- |
| Израиль   |                                                         | Военно-воздушные силы Израиля חיל האוויר Heyl Ha'Avir                                         |                                                         | 1948          |
| Израиль   |                                                         | Haganah Sherut Avir                                                                           |                                                         | 1947-1948     |
| Индия     |                                                         | Военно-воздушные силы Индии भारतीय वायु सेना Bharatiya Vayu Sena                                    |                                                         | 1950          |
| Индия     |                                                         | Королевские военно-воздушные силы Индии                                                       |                                                         | 1945-1950     |
| Индия     |                                                         | Военно-воздушные силы Индии                                                                   |                                                         | 1932-1945     |
| Индия     |                                                         | Армейский авиационный корпус                                                                  |                                                         | 1986          |
| Индия     |                                                         | Авиация ВМС                                                                                   |                                                         | 1953          |
| Индия     |                                                         | Авиакрыло Береговой охраны Индии Bharatiya Tatarakshak Dal                                    |                                                         | 1978          |
| Индонезия |                                                         | Военно-воздушные силы Индонезии Tentara Nasional Indonesia Angkatan Udara (TNI-AU)            |                                                         | 1974          |
| Индонезия |                                                         | Военно-воздушные силы Республики Индонезия Angkatan Udara Republik Indonesia (AURI)           |                                                         | 1946-1974     |
| Индонезия |                                                         | Авиация ВМС Индонезии Dinas Penerbangan TNI Angkatan Laut (TNI-AL)                            |                                                         | 1974          |
| Индонезия |                                                         | Авиационная служба ВМС Индонезии Dinas Penerbangan Angkatan Laut RI (ALRI)                    |                                                         | 1956-1974     |
| Индонезия |                                                         | Армейская авиация Индонезии Dinas Penerbangan TNI Angkatan Darat (TNI-AD)                     |                                                         | 1974          |
| Индонезия |                                                         | Авиационная служба Армии Индонезии Dinas Penerbangan Angkatan Darat RI (DINAS PENERBAD)       |                                                         | 1959-1974     |
| Иордания  |                                                         | Королевские военно-воздушные силы Иордании Al Quwwat al-Jawwiya Almalakiya al-Urduniya        |                                                         | 1955          |
| Иордания  |                                                         | Арабский военно-воздушный легион                                                              |                                                         | 1946-1955     |
| Ирак      |                                                         | Военно-воздушные силы Ирака Al Quwwat al-Jawwiya al-Iraqiya                                   |                                                         | 1958          |
| Ирак      |                                                         | Королевские Военно-воздушные силы Ирака                                                       |                                                         | 1931-1958     |
| Иран      |                                                         | Военно-воздушные силы Исламской Республики Иран نیروی هوایی ارتش جمهوری اسلامی ایران          |                                                         | 1979          |
| Иран      |                                                         | Имперские военно-воздушные силы Ирана Nirou Havai Shahanshahiye Iran                          |                                                         | 1925-1979     |
| Ирландия  |                                                         | Воздушный корпус Ирландии Aer-Chór na h-Éireann                                               |                                                         | 1922          |
| Исландия  |                                                         | Система ПВО Исландии Íslenska Loftvarnarkerfið                                                |                                                         | 1987          |
| Исландия  |                                                         | Авиация Береговой охраны Исландии Landhelgisgæsla Íslands                                     |                                                         | 1955          |
| Испания   |                                                         | Военно-воздушные силы Испании Ejército del Aire                                               |                                                         | 1939          |
| Испания   |                                                         | Авиация франкистов Aviación Nacional                                                          |                                                         | 1936-1939     |
| Испания   |                                                         |                                                                                               | 1937-1939                                               |               |
| Испания   |                                                         |                                                                                               | 1939                                                    |               |
| Испания   |                                                         | Военно-воздушные силы Испанской республики Fuerzas Aéreas de la República Española (F.A.R.E.) |                                                         | 1931-1939     |
| Испания   |                                                         | Военная авиация Испании Aeronáutica Militar Española                                          |                                                         | 1911-1931     |
| Испания   |                                                         | Военная воздухоплавательная служба Servicio Militar de Aerostacion                            |                                                         | 1896-1911     |
| Испания   |                                                         | Армейская авиация Испании Fuerzas Aeromóviles del Ejército de Tierra                          |                                                         | 1973          |
| Испания   |                                                         | Авиация ВМС Испании Arma Aérea de la Armada                                                   |                                                         | 1954          |
| Испания   |                                                         | Aeronáutica Naval                                                                             |                                                         | 1917-1936     |
| Италия    |                                                         | Военно-воздушные силы Италии Aeronautica Militare                                             |                                                         | 1946          |
| Италия    |                                                         | Союзническая авиация Италии Aviazione Cobelligerante ed Aeronautica Militare Italiana         |                                                         | 1943-1946     |
| Италия    |                                                         | Национальная республиканская авиация Aviazione Nazionale Repubblicana                         |                                                         | 1943-1944     |
| Италия    |                                                         | Королевская авиация Règia Aeronautica                                                         |                                                         | 1923-1943     |
| Италия    |                                                         | Авиация Королевского флота Италии Aviazione della Règia Marina                                |                                                         | 1912-1923     |
| Италия    |                                                         | Корпус военной авиации Corpo Aeronautico Militare del Regio Esercito                          |                                                         | 1911-1923     |
| Италия    |                                                         | Воздухоплавательная служба Servizio Aeronautico                                               |                                                         | 1884-1911     |
| Италия    |                                                         | Авиация ВМС Италии Aviazione Navale                                                           |                                                         | 1956          |
| Италия    |                                                         | Воздушная кавалерия Cavalleria dell'Aria                                                      |                                                         | 1951          |
| Италия    |                                                         | Вертолётный отряд карабинеров Nucleo Elicotteri Carabinieri                                   |                                                         | 1965          |

## Й
| Страна |                                                         |                                                               |                                                         | Год основания |
| Страна | Наименование Оригинальное наименованиеТекущееПредыдущее | Наименование Оригинальное наименованиеТекущееПредыдущее       | Наименование Оригинальное наименованиеТекущееПредыдущее | Год основания |
| ------ | ------------------------------------------------------- | ------------------------------------------------------------- | ------------------------------------------------------- | ------------- |
| Йемен  |                                                         | Военно-воздушные силы Йемена Al Quwwat al Jawwiya al Yemeniya |                                                         | 1990          |

## К
| Страна           |                                                         | |                                                         | Год основания |
| Страна           | Наименование Оригинальное наименованиеТекущееПредыдущее | Наименование Оригинальное наименованиеТекущееПредыдущее                                                                   | Наименование Оригинальное наименованиеТекущееПредыдущее | Год основания |
| ---------------- | ------------------------------------------------------- | --- | ------------------------------------------------------- | ------------- |
| КНДР             |                                                         | Военно-воздушные силы КНДР 조선인민군 공군은                                                                              |                                                         | 1955          |
| Кабо-Верде       |                                                         | Военно-воздушные силы Кабо-Верде Força Aérea Caboverdiana                                                                 |                                                         | 1982          |
| Кабо-Верде       |                                                         | Береговая охрана Кабо-Верде Guarda Costeira de Cabo Verde                                                                 |                                                         | 1992          |
| Казахстан        |                                                         | Силы воздушной обороны Республики Казахстан Әуе қорғанысы күштері                                                         |                                                         | 1992          |
| Камбоджа         |                                                         | Королевские военно-воздушные силы Камбоджи Toap Akas Khemarak Phoumin Force Aérienne Royale Cambodge                      |                                                         | 1993          |
| Камбоджа         |                                                         | Народные военно-воздушные силы Кампучии                                                                                   |                                                         | 1984-1991     |
| Камбоджа         |                                                         | ВВС Революционной армии Кампучии                                                                                          |                                                         | 1977-1979     |
| Камбоджа         |                                                         | Кхмерские военно-воздушные силы Aviation Nationale Khmer                                                                  |                                                         | 1970-1975     |
| Камбоджа         |                                                         | Королевские военно-воздушные силы кхмеров Aviation Royale Khmere                                                          |                                                         | 1954-1970     |
| Камерун          |                                                         | Военно-воздушные силы Камеруна Armée de l'Air du Cameroun                                                                 |                                                         | 1960          |
| Канада           |                                                         | Авиационное командование Вооруженных Сил Канады Canadian Forces Air Command (AIRCOM)                                      |                                                         | 1968          |
| Канада           |                                                         | Канадские королевские военно-воздушные силы Royal Canadian Air Force (RCAF)                                               |                                                         | 1924-1968     |
| Катар            |                                                         | Военно-воздушные силы Катара                                                                                              |                                                         | 1968          |
| Кения            |                                                         | Военно-воздушные силы Кении                                                                                               |                                                         | 1964          |
| Кыргызстан       |                                                         | Военно-воздушные силы Киргизии                                                                                            |                                                         | 1991          |
| Китай            |                                                         | Военно-воздушные силы Народно-освободительной армии 中国人民解放军空军 Zhongguo Renmin Jiefangjun Kongjun                 |                                                         | 1949          |
| Китай            |                                                         | Лётный корпус Нанъян |                                                         | 1949          |
| Китай            |                                                         | Военно-воздушные силы Красной армии Китая                                                                                 |                                                         | 1930          |
| Китай            |                                                         | Военно-воздушные силы ВМС НОАК 中国人民解放军海军航空兵 Zhongguo Renmin Jiefangjun Haijun Hangkongbing                    |                                                         | 1953          |
| Колумбия         |                                                         | Военно-воздушные силы Колумбии Fuerza Aérea Colombiana                                                                    |                                                         | 1922          |
| Колумбия         |                                                         | Авиация ВМС Колумбии Aviación Naval                                                                                       |                                                         | 1935          |
| Колумбия         |                                                         | Авиация Армии Колумбии Aviación del Ejército                                                                              |                                                         | 1995          |
| ДР Конго         |                                                         | Военно-воздушные силы Демократической Республики Конго Force Aérienne du Congo                                            |                                                         |               |
| ДР Конго         |                                                         | Военно-воздушные силы Заира                                                                                               |                                                         | 1971-1997     |
| Республика Конго |                                                         | Военно-воздушные силы Республики Конго Force Aérienne Congolaise                                                          |                                                         | 1961          |
| Коста-Рика       |                                                         | Служба воздушного наблюдения Коста-Рики Servicio de Vigilancia Aérea (SVA) - Fuerza Pública                               |                                                         | 1994          |
| Коста-Рика       |                                                         | Авиационное отделение Министерства национальной безопасности коста-Рики Sección Aérea del Ministerio de Seguridad Pública |                                                         | 1964-1994     |
| Коста-Рика       |                                                         | Авиационное отделение Охраны общественного порядка Sección Aérea de la Guardia Civil                                      |                                                         | 1957-1964     |
| Коста-Рика       |                                                         | Военно-воздушные силы Коста-Рики Fuerza Aérea Costarricense                                                               |                                                         | 1955-1957     |
| Коста-Рика       |                                                         | Военно-воздушные силы Армии Коста-Рики Fuerza Aérea Militar                                                               |                                                         | 1947-1949     |
| Кот-д’Ивуар      |                                                         | Военно-воздушные силы Кот-д’Ивуара Force Aérienne de la Côte d'Ivoire                                                     |                                                         | 1965          |
| Куба             |                                                         | Революционные военно-воздушные силы и войска ПВО Кубы Defensa Anti-Aérea y Fuerza Aérea Revolucionaria                    |                                                         | 1959          |
| Куба             |                                                         | Повстанческие военно-воздушные силы Кубы Fuerza Aérea Rebelde                                                             |                                                         | 1958          |
| Куба             |                                                         | Военно-воздушные силы армии Кубы Fuerza Aérea del Ejército de Cuba                                                        |                                                         | 1952-1958     |
| Куба             |                                                         | Авиационный корпус армии Кубы Cuerpo de Aviación del Ejército de Cuba                                                     |                                                         | 1934-1952     |
| Куба             |                                                         | Воздушный корпус армии Кубы Cuerpo Aéreo del Ejército de Cuba                                                             |                                                         | 1915-1934     |
| Куба             |                                                         | Авиационный корпус армии Кубы Cuerpo de Aviación del Ejército de Cuba                                                     |                                                         | 1913-1915     |
| Куба             |                                                         | Авиация ВМС Кубы Aviación Naval                                                                                           |                                                         | 1934-1952     |
| Кувейт           |                                                         | Военно-воздушные силы Кувейта Al-Quwwat al-Jawwiya al-Kuwaitiya                                                           |                                                         | 1988          |
| Кувейт           |                                                         | Военно-воздушные силы и войска ПВО Кувейта                                                                                |                                                         | 1961          |

## Л
| Страна     |                                                         | |                                                         | Год основания |
| Страна     | Наименование Оригинальное наименованиеТекущееПредыдущее | Наименование Оригинальное наименованиеТекущееПредыдущее                                                   | Наименование Оригинальное наименованиеТекущееПредыдущее | Год основания |
| ---------- | ------------------------------------------------------- | --- | ------------------------------------------------------- | ------------- |
| Лаос       |                                                         | Военно-воздушные силы Народной освободительной армии Лаоса                                                |                                                         | 1975          |
| Лаос       |                                                         | Королевские Военно-воздушные силы Лаоса                                                                   |                                                         | 1960-1975     |
| Лаос       |                                                         | Авиация Лаоса Aviation Laotienne                                                                          |                                                         | 1955-1960     |
| Латвия     |                                                         | Военно-воздушные силы Латвии Latvijas Gaisaspeki                                                          |                                                         | 1991          |
| Латвия     |                                                         | | 1919—1940                                               |               |
| Латвия     |                                                         | | 1919                                                    |               |
| Латвия     |                                                         | | 1919                                                    |               |
| Лесото     |                                                         | Авиационная эскадрилья Сил обороны Лесото                                                                 |                                                         | c.1988        |
| Либерия    |                                                         | Авиационный отряд Вооружённых сил Либерии                                                                 |                                                         | 1987          |
| Ливан      |                                                         | Военно-воздушные силы Ливана Al Quwwat al-Jawwiya al-Lubnamia                                             |                                                         | 1949          |
| Ливия      |                                                         | Военно-воздушные силы Ливии Al Quwwat al-Jawwiya al-Libiyya                                               |                                                         | 2011          |
| Ливия      |                                                         | Военно-воздушные силы арабской ливийской Джамахирии Al Quwwatal Jawwiya al Jamahiriya al Arabia al Libyya |                                                         | 1977-2011     |
| Ливия      |                                                         | Республиканские Военно-воздушные силы Ливии                                                               |                                                         | 1969-1977     |
| Ливия      |                                                         | Королевские Военно-воздушные силы Ливии Al Quwwat al Jawwiya al Malakiya al Libiyya                       |                                                         | 1951-1969     |
| Литва      |                                                         | Военно-воздушные силы Литвы Lietuvós Karinės Oro Pajėgos                                                  |                                                         | 1992          |
| Литва      |                                                         | Литовская военная авиация Lietuvós karo aviacija                                                          |                                                         | 1932-1940     |
| Литва      |                                                         | Литовская авиация Lietuvós aviacija                                                                       |                                                         | 1921-1932     |
| Литва      |                                                         | Литовский воздушный флот Lietuvós oro laivynu                                                             |                                                         | 1920-1921     |
| Литва      |                                                         | Литовский авиационный корпус Lietuvos aviacijos korpus                                                    |                                                         | 1919-1920     |
| Люксембург |                                                         | Эскадрилья ДРЛО НАТО                                                                                      |                                                         | 1982          |

## М
| Страна             |                                                         | |                                                         | Год основания |
| Страна             | Наименование Оригинальное наименованиеТекущееПредыдущее | Наименование Оригинальное наименованиеТекущееПредыдущее                                                                                                   | Наименование Оригинальное наименованиеТекущееПредыдущее | Год основания |
| ------------------ | ------------------------------------------------------- | --- | ------------------------------------------------------- | ------------- |
| Маврикий           |                                                         | Береговая охрана Маврикия |                                                         | 1987          |
| Маврикий           |                                                         | Крыло морской авиации полиции Маврикия |                                                         | 1970-1987     |
| Мавритания         |                                                         | Исламские военно-воздушные силы Мавритании Force Aérienne de la Islamique de Mauritanie                                                                   |                                                         | 1961          |
| Мадагаскар         |                                                         | Военно-воздушные силы Мадагаскара Armée de l'Air Malgache                                                                                                 |                                                         | 1961          |
| Северная Македония |                                                         | Смешанная авиационная бригада (Северная Македония) Воздухопловна Бригада на Република Македонија                                                          |                                                         | 1992          |
| Малави             |                                                         | Крыло армейской авиации Малави |                                                         | 1978          |
| Малави             |                                                         | Воздушные силы Юных пионеров Малави |                                                         | 1970-1978     |
| Малайзия           |                                                         | Королевские воздушные силы Малайзии Tentera Udara Diraja Malaysia                                                                                         |                                                         | 1963          |
| Малайзия           |                                                         | Королевские военно-воздушные силы Tentera Udara Diraja Persekutuan                                                                                        |                                                         | 1958-1963     |
| Мали               |                                                         | Военно-воздушные силы Республики Мали Force Aérienne de la République du Mali                                                                             |                                                         | 1961          |
| Мальта             |                                                         | Воздушное крыло Мальты |                                                         | 1992          |
| Марокко            |                                                         | Королевские военно-воздушные силы Марокко القوات الجوية الملكية المغربية Al Quwwat Al Jawwiya Al Malikiya Al Maghrebiya (Force Aérienne Royale Marocaine) |                                                         | 1961          |
| Марокко            |                                                         | Королевская авиация Aviation Royale Chérifienne |                                                         | 1956-1961     |
| Мексика            |                                                         | Военно-воздушные силы Мексики Fuerza Aérea Mexicana |                                                         | 1915          |
| Мексика            |                                                         | Авиация ВМС Мексики Fuerza Aeronaval |                                                         | 1926          |
| Мозамбик           |                                                         | Военно-воздушные силы Мозамбика Força Aérea de Moçambique                                                                                                 |                                                         | c.1976/77     |
| Мозамбик           |                                                         | Народные освободительные военно-воздушные силы Мозамбика Força Populare Aérea de Libertação de Moçambique                                                 |                                                         | 1975-1976     |
| Молдова            |                                                         | Военно-воздушные силы Молдавии |                                                         | 1991          |
| Монголия           |                                                         | Командование противовоздушной обороны Монголии Agaaryn Dovtolgoonoos Khamgaalakh Tsergiyn Komandlal                                                       |                                                         | 1990          |
| Монголия           |                                                         | Народные военно-воздушные силы Монголии |                                                         | 1925-1993     |
| Мьянма             |                                                         | Военно-воздушные силы Мьянмы Tatmdaw Lei |                                                         | 1947          |

## Н
| Страна         |                                                         |                                                                                        |                                                         | Год основания |
| Страна         | Наименование Оригинальное наименованиеТекущееПредыдущее | Наименование Оригинальное наименованиеТекущееПредыдущее                                | Наименование Оригинальное наименованиеТекущееПредыдущее | Год основания |
| -------------- | ------------------------------------------------------- | -------------------------------------------------------------------------------------- | ------------------------------------------------------- | ------------- |
| Намибия        |                                                         | Военно-воздушные силы Намибии                                                          |                                                         | 2005          |
| Намибия        |                                                         | Авиакрыло сил обороны Намибии                                                          |                                                         | 1994-2005     |
| Непал          |                                                         | Авиакрыло Королевской армии Непала                                                     |                                                         | 1979          |
| Непал          |                                                         | Авиационная служба Королевской армии Непала                                            |                                                         | 1965-1979     |
| Нигер          |                                                         | Национальная эскадрилья Нигера Escadrille Nationale du Niger                           |                                                         | 2003          |
| Нигер          |                                                         | Военно-воздушные силы Нигера Force Aérienne du Niger                                   |                                                         | 1961-2003     |
| Нигерия        |                                                         | Военно-воздушные силы Нигерии                                                          |                                                         | 1964          |
| Нидерланды     |                                                         | Королевские военно-воздушные силы Нидерландов Koninklijke Luchtmacht                   |                                                         | 1953          |
| Нидерланды     |                                                         | 18, 119 и 120 эскадрильи Королевских ВВС Австралии                                     |                                                         | 1942-1946     |
| Нидерланды     |                                                         | 320, 321 и 322 эскадрильи Королевских ВВС Великобритании                               |                                                         | 1940-1945     |
| Нидерланды     |                                                         | Королевские военно-воздушные силы Нидерландов                                          |                                                         | 1939-1940     |
| Нидерланды     |                                                         | Воздухоплавательное отделение Luchtvaart afdeling                                      |                                                         | 1913-1940     |
| Нидерланды     |                                                         | Морская авиация Нидерландов Marineluchtvaartdienst                                     |                                                         | 1917          |
| Никарагуа      |                                                         | Армейская авиация Никарагуа Fuerza Aérea – Ejército de Nicaragua                       |                                                         | 1995          |
| Никарагуа      |                                                         | Военно-воздушные силы Никарагуа Fuerza Aérea Nicaraguënse                              |                                                         | 1990-1995     |
| Никарагуа      |                                                         | Военно-воздушные силы санданистов Fuerza Aérea Sandinista                              |                                                         | 1979-1990     |
| Никарагуа      |                                                         | Военно-воздушные силы Никарагуа Fuerza Aérea de Nicaragua                              |                                                         | 1950-1979     |
| Никарагуа      |                                                         | Авиация полиции Никарагуа Fuerza Aérea Guardia de Nicaragua                            |                                                         | 1947-1950     |
| Никарагуа      |                                                         | Авиация национальной полиции Fuerza Aérea de la Guardia Nacional                       |                                                         | 1938-1947     |
| Никарагуа      |                                                         | Воздушный корпус национальной полиции Cuerpo de Aviación de la Guardia Nacional        |                                                         | 1936-1938     |
| Никарагуа      |                                                         | Подразделение военной авиации Cuerpo Militar de Aviación                               |                                                         | 1926-1936     |
| Никарагуа      |                                                         | Национальная полиция Guardia Nacional                                                  |                                                         | 1920-1926     |
| Новая Зеландия |                                                         | Королевские Военно-воздушные силы Новой Зеландии Royal New Zealand Air Force           |                                                         | 1934          |
| Новая Зеландия |                                                         | Новозеландские эскадрильи ВВС Великобритании: 75, 485, 486, 487, 488, 489, 490.        |                                                         | 1939-1945     |
| Новая Зеландия |                                                         | Новозеландские территориальные военно-воздушные силы New Zealand Territorial Air Force |                                                         | 1930-1957     |
| Новая Зеландия |                                                         | Постоянные военно-воздушные силы Новой Зеландии New Zealand Permanent Air Force        |                                                         | 1923-1934     |
| Новая Зеландия |                                                         | Корпус армейской авиации Новой Зеландии New Zealand Army Flying Corps                  |                                                         | 1913-1923     |
| Норвегия       |                                                         | Королевские военно-воздушные силы Норвегии Kongelige Norske Luftforsvaret              |                                                         | 1944          |
| Норвегия       |                                                         | 331 и 332 эскадрильи ВВС Великобритании                                                |                                                         | 1942-1945     |
| Норвегия       |                                                         | Авиационная служба армии Hærens Flyvevesen                                             |                                                         | 1915-1944     |
| Норвегия       |                                                         | Авиационная служба ВМС Marinens Flyvevesen                                             |                                                         | 1916-1944     |

## О
| Страна |                                                         |                                                                                    |                                                         | Год основания |
| Страна | Наименование Оригинальное наименованиеТекущееПредыдущее | Наименование Оригинальное наименованиеТекущееПредыдущее                            | Наименование Оригинальное наименованиеТекущееПредыдущее | Год основания |
| ------ | ------------------------------------------------------- | ---------------------------------------------------------------------------------- | ------------------------------------------------------- | ------------- |
| ОАЭ    |                                                         | Военно-воздушные силы ОАЭ                                                          |                                                         | 1976          |
| Оман   |                                                         | Королевские военно-воздушные силы Омана Al Quwwat al-Jawwiya al-Sultanya al-Omanya |                                                         | 1990          |
| Оман   |                                                         | Военно-воздушные силы Султаната Оман                                               |                                                         | 1959-1990     |

## П
| Страна               |                                                         | |                                                         | Год основания |
| Страна               | Наименование Оригинальное наименованиеТекущееПредыдущее | Наименование Оригинальное наименованиеТекущееПредыдущее                                                       | Наименование Оригинальное наименованиеТекущееПредыдущее | Год основания |
| -------------------- | ------------------------------------------------------- | --- | ------------------------------------------------------- | ------------- |
| Пакистан             |                                                         | Военно-воздушные силы Пакистана پاکستانی فضائيہ                                                               |                                                         | 1956          |
| Пакистан             |                                                         | Королевские Военно-воздушные силы Пакистана                                                                   |                                                         | 1947—1956     |
| Пакистан             |                                                         | Авиационный отряд Армии                                                                                       |                                                         | 1958          |
| Пакистан             |                                                         | Авиация ВМС Пакистана                                                                                         |                                                         | 1973          |
| Панама               |                                                         | Военно-воздушные силы Панамы Servicio Aéreo Nacional                                                          |                                                         | 1983          |
| Папуа — Новая Гвинея |                                                         | Вооружённые силы Папуа — Новой Гвинеи                                                                         |                                                         | 1974          |
| Парагвай             |                                                         | Военно-воздушные силы Парагвая Aeronautica Militar Paraguaya                                                  |                                                         | 1989          |
| Перу                 |                                                         | Военно-воздушные силы Перу Fuerza Aérea del Perú                                                              |                                                         | 1950          |
| Перу                 |                                                         | Воздухоплавательный корпус Перу Cuerpo Aeronáutico del Perú                                                   |                                                         | 1936—1950     |
| Перу                 |                                                         | Авиационное подразделение Перу Cuerpo de Aviación del Perú                                                    |                                                         | 1929—1936     |
| Перу                 |                                                         | Авиация ВМС Перу Fuerza Aviación Naval                                                                        |                                                         | 1980          |
| Перу                 |                                                         | Служба морской авиации Servicio Aeronaval                                                                     |                                                         | 1963—1980     |
| Перу                 |                                                         | Армейская авиация Перу Aviación del Ejército                                                                  |                                                         | 1977          |
| Перу                 |                                                         | Армейская группа лёгкой авиации Grupo de Aviación Ligera del Ejército                                         |                                                         | 1973—1977     |
| Польша               |                                                         | Воздушные силы Польши Siły Powietrzne Rzeczypospolitej Polskiej                                               |                                                         | 2004          |
| Польша               |                                                         | Войска воздушной обороны Wojska Lotnicze i Obrony Powietrznej                                                 |                                                         | 1993-2004     |
| Польша               |                                                         | | 1990—1993                                               |               |
| Польша               |                                                         | Военно-воздушные силы Wojska Lotnicze                                                                         |                                                         | 1962—1990     |
| Польша               |                                                         | Войска воздушной обороны Wojska Obrony Powietrznej Kraju                                                      |                                                         | 1962—1990     |
| Польша               |                                                         | Военно-воздушные силы и силы противовоздушной обороны Wojska Lotnicze i Obrony Przeciwlotniczej Obszaru Kraju |                                                         | 1954—1962     |
| Польша               |                                                         | Военно-воздушные силы Wojska Lotnicze                                                                         |                                                         | 1947—1954     |
| Польша               |                                                         | Военно-воздушные силы Армии Польши Lotnictwo Wojska Polskiego                                                 |                                                         | 1945—1947     |
| Польша               |                                                         | | 1943—1945                                               |               |
| Польша               |                                                         | Польские эскадрильи с 300 по 309, с 315 по 318 и 663 ВВС Великобритании                                       |                                                         | 1940—1947     |
| Польша               |                                                         | Forces Aerienes Polonaises                                                                                    |                                                         | 1940          |
| Польша               |                                                         | Военно-воздушные силы Wojska Lotnicze                                                                         |                                                         | 1921—1939     |
| Польша               |                                                         | | 1918—1921                                               |               |
| Польша               |                                                         | Армейская авиация Польши Lotnictwo Wojsk Lądowych                                                             |                                                         | 1994          |
| Польша               |                                                         | Морская авиация Польши Lotnictwo Marynarki Wojennej                                                           |                                                         | 1947          |
| Польша               |                                                         | Авиация Пограничной службы Польши Lotnictwo Straży Granicznej                                                 |                                                         | 1990          |
| Португалия           |                                                         | Военно-воздушные силы Португалии Força Aérea Portuguesa                                                       |                                                         | 1952          |
| Португалия           |                                                         | Воздушная служба армии Arma da Aeronáutica Militar                                                            |                                                         | 1924—1952     |
| Португалия           |                                                         | Военная воздухоплавательная служба Serviço Aeronáutico Militar                                                |                                                         | 1914—1924     |
| Португалия           |                                                         | Воздухоплавательный отряд Companhia de Aerosteiros                                                            |                                                         | 1911—1914     |
| Португалия           |                                                         | Морская вертолётная эскадрилья Esquadrilha de Helicópteros da Marinha                                         |                                                         | 1993          |
| Португалия           |                                                         | Морская авиация Португалии Aviação Naval                                                                      |                                                         | 1957—1993     |
| Португалия           |                                                         | Силы морской авиации Forças Aeronavais                                                                        |                                                         | 1952—1957     |
| Португалия           |                                                         | Морская воздухоплавательная служба Serviço da Aeronáutica Naval                                               |                                                         | 1918—1952     |
| Португалия           |                                                         | Служба морской авиации Serviço de Aviação da Armada                                                           |                                                         | 1917—1918     |
| Приднестровье        |                                                         | Военно-воздушные силы Приднестровской Молдавской Республики                                                   |                                                         | 1992          |

Содержание: А Б В Г Д Е З И Й К Л М Н О П Р С Т У Ф Х Ц Ч Ш Э Ю Я